# Enzo Artoni
Enzo Artoni (Buenos Aires, 27 gennaio 1976) è un ex tennista italiano, di origini argentine.

## Carriera
In carriera ha vinto due titoli di doppio, il Brasil Open nel 2001, in coppia con il brasiliano Daniel Melo, e il Grand Prix Hassan II nel 2004, in coppia con lo spagnolo Fernando Vicente. Nei tornei del Grande Slam ha ottenuto il suo miglior risultato raggiungendo il secondo turno nel doppio agli Australian Open nel 2002.

## Statistiche

### Doppio

#### Vittorie (2)
| Numero | Anno              | Torneo                           | Superficie  | Compagno         | Avversari in finale           | Punteggio     |
| 1.     | 16 settembre 2001 | Brasil Open, Salvador            | Cemento     | Daniel Melo      | Gastón Etlis Brent Haygarth   | 3-6, 6-1, 7-6 |
| 2.     | 23 maggio 2004    | Grand Prix Hassan II, Casablanca | Terra rossa | Fernando Vicente | Yves Allegro Michael Kohlmann | 3-6, 6-0, 6-4 |

#### Finali perse (1)
| Numero | Anno              | Torneo                                        | Superficie  | Compagno               | Avversari in finale            | Punteggio     |
| 1.     | 30 settembre 2001 | Campionati Internazionali di Sicilia, Palermo | Terra rossa | Emilio Benfele Álvarez | Tomás Carbonell Daniel Orsanic | 2-6, 6-2, 2-6 |